# Rockstar Leeds
Rockstar Leeds – jeden z oddziałów Rockstar Games znajdujący się w brytyjskim mieście Leeds.
Został założony w roku 1997 jako Mobius Entertainment przez Gordona Halla, Jasona McGanna, Dave'a Boxa i Iana Bowdena. W kwietniu 2004, spółka została przejęta przez Take-Two Interactive, a jej nazwa została zmieniona na Rockstar Leeds.
Firma wyprodukowała m.in. gry z serii GTA na konsolę PlayStation Portable (Liberty City Stories i Vice City Stories).